# Hamada

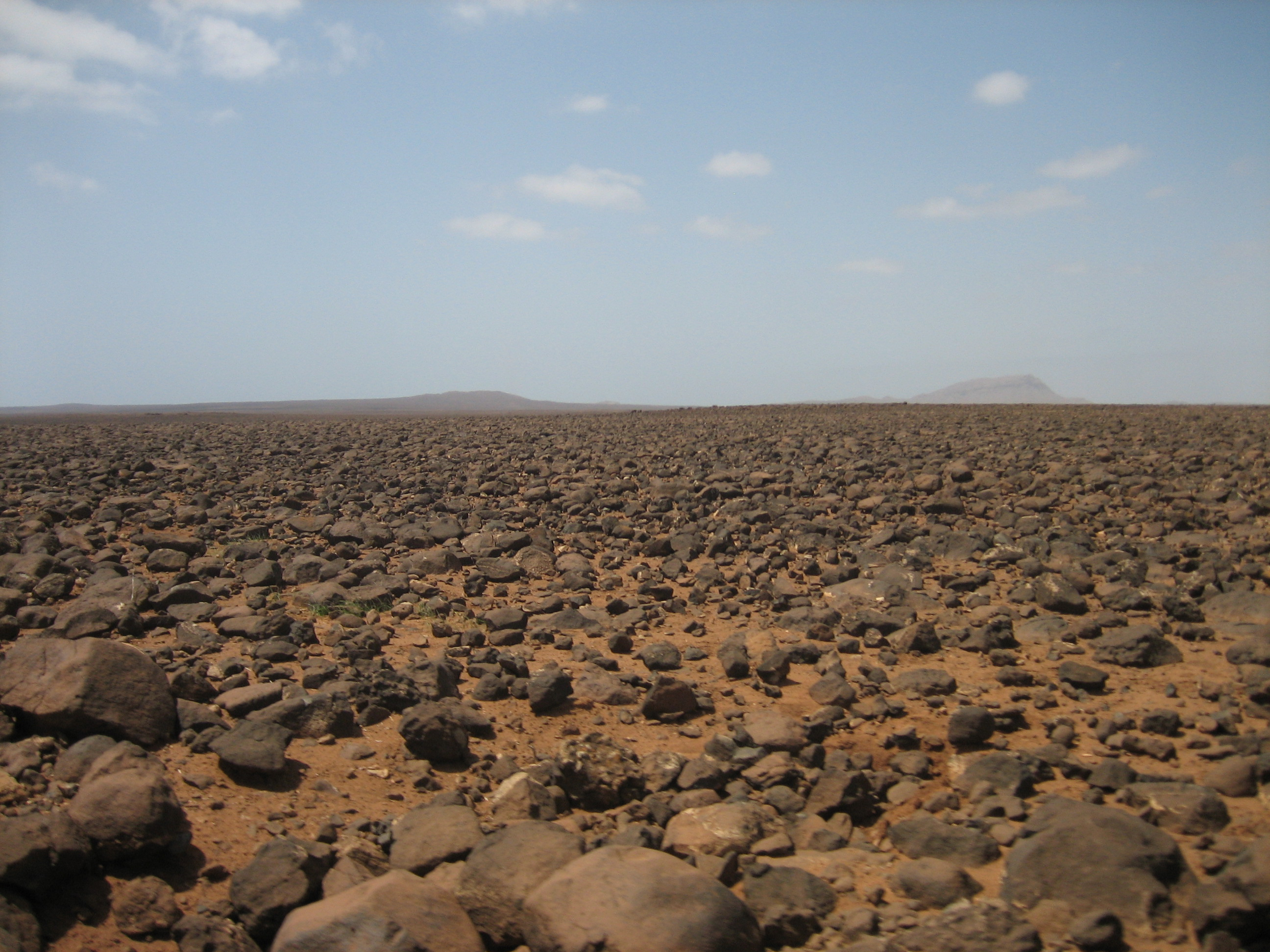
Hamada a Zöld-foki Köztársaság területén

A hamada vagy hammada (arabul:همادة, hammāda: ’kihalt, elhagyatott, üres’) a sivatagok egyik típusa. A hamadák közé soroljuk a kő- és sziklasivatagokat. Bár a sivatag szó hallatán legtöbbször a homoksivatagok képét társítják, mégis a hamada jellegű területek sokkal elterjedtebbek a Földön.

## Keletkezése
A hamadák nagyobb kiterjedésű csupasz sziklafelszíneken keletkeznek. A sivatagnak ez a típusa tulajdonképpen a magasabban fekvő fennsíkok felszínét borító törmeléksíkság. A hamada olyan területen jön létre, ahol a kőzetrétegek vízszintesen vagy közel vízszintesen fekszenek. A felület tulajdonságait a fizikai aprózódás és a szél munkája alakította ki. A felszínt borító kövek helyben, aprózódás útján keletkeztek. A nagyobb kődarabok között homok, sós por és a kövekről lehasadt sziklaszilánkok hevernek. Az aprózódott anyagot a szél folyamatosan elszállítja, így jön létre a nagy kavicsokkal telehintett felszín.
A törmelékes hamadát élőnek, míg a csak szikladarabokkal borítottat halottnak nevezi a földtudomány.
A Szahara felszínének 70%-a hamada.

## Tulajdonságai
Ennek a sivatagtípusnak a képét nem a homok uralja. A hamada felszínét első pillantásra nagyobb kődarabok egyenletesen terített takarója borítja.
A hamadák uralkodó színei a sárga, a kárminvörös és a barna. Erre a sivatagtípusra különösen jellemző az ún. sivatagi máz kialakulása. A kődarabok belsejéből folyamatosan párolgó víz oldott mangánt és vasat tartalmaz. A víz a kőzet felszínére jutva elpárolog, az oldott fémtartalom pedig kicsapódik. Ez a folyamat eredményezi a hamada köveinek felszínén létrejövő fényes mázat. A folyamat többször is lejátszódik, így az egyes kődarabokon kicsapódott réteg vastagsága akár több centimétert is elérhet.[forrás?] A hamadák köveit tovább fényesítik a sivatagi szél által szállított homokszemek. A sivatagi fénymáz a kövek szél felőli oldalán jön létre. 
A hamada jelentős közlekedési akadályt jelent a sivatagban utazók számára. A köves, egyenetlen felszínnel sem a tevék, sem a mai gépjárművek nem birkóznak meg könnyedén. A mélyen rejtező talajvíz és az egyenetlen sziklafelszín az élőlények számára az egyik legkellemetlenebb környezetet jelentik. A növényzet igen gyér, néhol teljesen hiányzik.

## Fordítás
- Ez a szócikk részben vagy egészben  a   hamada című német Wikipédia-szócikk ezen változatának fordításán alapul.  Az eredeti cikk szerkesztőit annak laptörténete sorolja fel. Ez a jelzés csupán a megfogalmazás eredetét és a szerzői jogokat jelzi, nem szolgál a cikkben szereplő információk forrásmegjelöléseként.

## Külső hivatkozások
- Hmika honlapja